# Iwan Knunianc

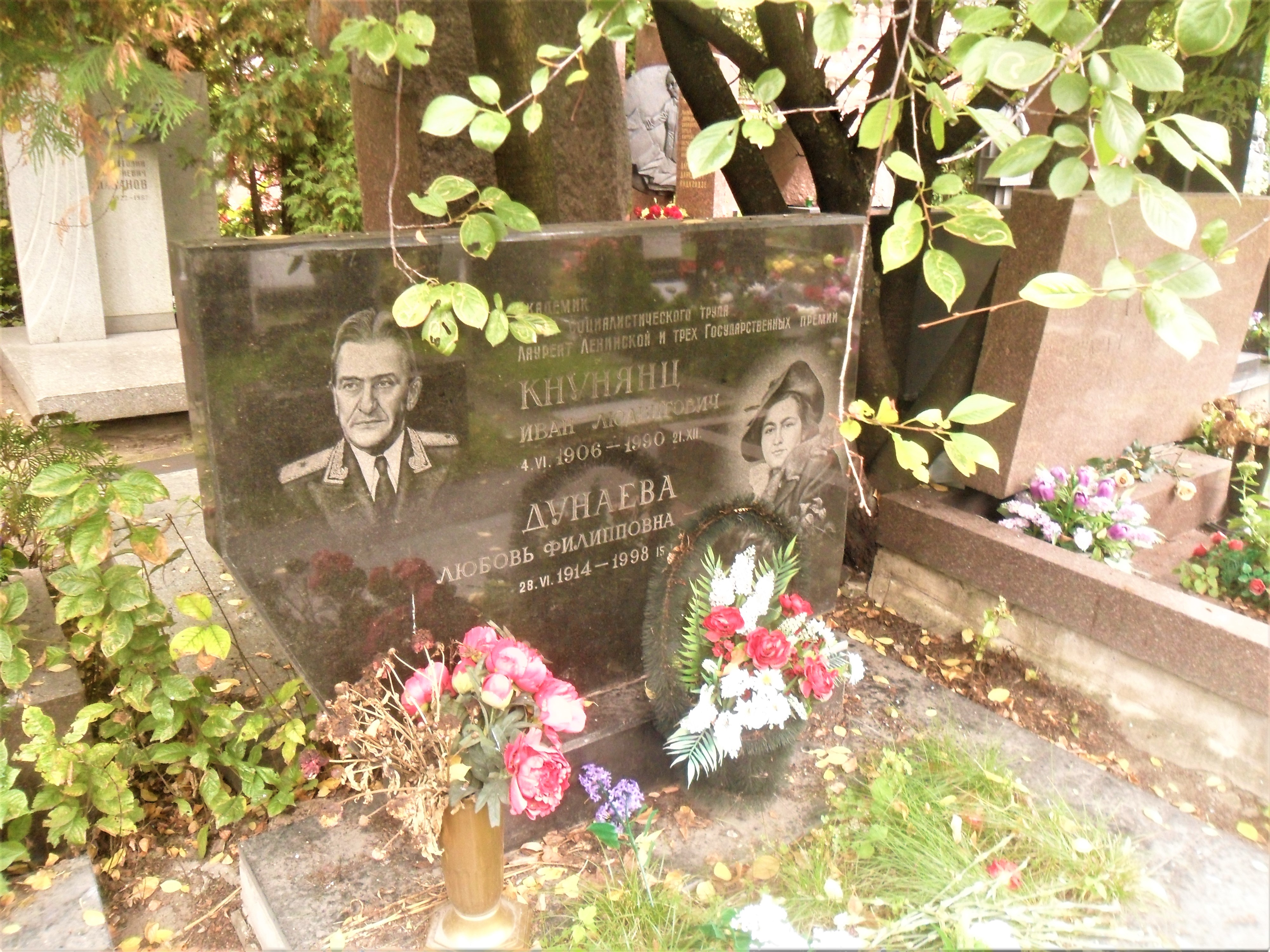
Grób Iwana Knunianca na Cmentarzu Nowodziewiczym w Moskwie

Iwan Ludwigowicz Knunianc, ros. Иван Людвигович Кнунянц (ur. 9 maja?/22 maja 1906 w Şuşy, zm. 21 grudnia 1990 w Moskwie) – chemik organik ormiańskiego pochodzenia, pracujący w ZSRR, trzykrotny laureat Nagrody Stalinowskiej (1943, 1948, 1950), laureat Nagrody Leninowskiej (1966), Bohater Pracy Socjalistycznej (3 czerwca 1966), doktor nauk chemicznych (1939), akademik Akademii Nauk ZSRR (od 23 października 1953; członek korespondent od 4 grudnia 1946), generał major – inżynier (1949). 

## Życiorys
W 1928 ukończył studia na wydziale chemicznym MPUT, gdzie był uczniem Aleksieja Cziczibabina. W latach 1929–1938 pracował w laboratorium badań i syntezy roślin i zwierząt Akademii Nauk ZSRR. 
W 1932 został wcielony do Armii Czerwonej, był wykładowcą, od 1939 profesorem, od 1942 szefem katedry Wojskowej Akademii Obrony Chemicznej im. K.J. Woroszyłowa, jednocześnie w latach 1938–1954 kierował laboratorium Instytutu Chemii Organicznej Akademii Nauk ZSRR. Był jednym z twórców chemii organicznych związków fluoru, opracował metodę otrzymywania nowych monomerów i polimerów, termoodpornych kauczuków. Opracował też antidotum cyjanowodoru. Wynalazł preparat przeciwmalaryczny "akrichin", włókno kapronowe, acetobutirolakton (istotny reagent początkowy do produkcji wielu związków leczniczych, w tym witaminy B).
Od 1941 był członkiem WKP(b). Wielokrotnie wyjeżdżał na front jako wojskowy chemik ekspert, badający możliwości użycia przez przeciwnika substancji toksycznych. 
Był głównym autorem szeregu wynalazków, które wdrożono w radzieckim przemyśle - fotosensibilizatory oraz radzieckie odmiany poliamidów (akrichin, mepakrin i inne). Od 1954 pracował w Instytucie Elementarnych Związków Organicznych Akademii Nauk ZSRR. W latach 1956–1987 był głównym redaktorem „Żurnała Wsiesojuznogo chimiczeskogo obszczestwa imieni D.I. Miendielejewa”.